# رودين فيريفينك
نادي رودين فيريفينك لكرة القدم (بالفرنسية: Koninklijke Football Club Rhodienne-Verrewinkel)‏ نادي كرة قدم بلجيكي. تم تأسيس النادي في سنة 1894 ثم تم حل النادي في سنة 1963.